# Gustav Kirstein
Gustav Kirstein (geboren am 24. Februar 1870 in Berlin; gestorben am 14. Februar 1934 in Leipzig) war ein deutscher Verleger und Kunstsammler jüdischer Abstammung.

## Leben
Kirstein war der Sohn des Mediziners Moritz Kirstein und dessen Frau Franziska (geborene Michel 1843–1927), sowie der jüngere Bruder des Mediziners und Malers Alfred Kirstein. Er studierte zunächst Pharmazie, schloss das Studium mit einem Examen ab, arbeitete ein Jahr lang als Apothekengehilfe und wandte sich dann dem Verlagsbuchhandel zu. Später arbeitete er für den Verlag E. A. Seemann, dessen Teilhaber er am 1. Oktober 1899 wurde. Später war er zunächst Geschäftsführer des Verlages. 1923 wurde der Sohn Ernst Arthur Elert Heinrich Seemanns, Elert Seemann (1892–1989), als Teilhaber in die Geschäftsleitung des Verlags aufgenommen. Dieser hatte sich frühzeitig der NSDAP angeschlossen. Nach dem Erstarken der Nationalsozialisten wurde Kirstein von Seemann gedrängt, den Verlag Ende Juni 1933 zu verlassen. Er wurde am 1. Juli des Jahres dem Verlag „Seemann & Co“ in Leipzig zugeteilt, der Kunstblätter herausgab. Als er 1934 starb, übernahm seine Ehefrau die Leitung des Verlages bis zu dessen Schließung 1938. Kirstein war von Mai 1912 bis Anfang des Jahres 1930 Vorsitzender des „Leipziger Bibliophilen-Abends“. Gemeinsam mit seiner Ehefrau Cläre „Clara“ Therese (geborene Stein, 18. Mai 1885 bis 1939) betätigte er sich auch als Kunstsammler. Ihre gesamte Sammlung wurde 1939 von der Gestapo beschlagnahmt und einem Kunsthändler übergeben. Von beiden Eheleuten heißt es, sie hätten sich selbst das Leben genommen.
Kirstein war Gründer und Herausgeber der Zeitschrift Der Kunstmarkt (1904–1926) und der „Dehmel-Gesellschaft“ sowie Inhaber der Leipziger Klischeeanstalt „Kirstein & Co.“ beziehungsweise „Wendler, Kirstein & Co.“, deren Geschäftsstelle sich in der Hospitalstr. 11a in Leipzig befand. Er verfasste für den Börsenverein der Deutschen Buchhändler Schriften zum Urheberrecht. Seit Mai 1904 war er zudem Mitglied im Deutschen Buchgewerbeverein. Kirstein setzte sich in der Frage des Urheberrechts in den Jahren ab 1927 aktiv für die Beibehaltung der 30-jährigen Schutzfrist für Literatur ein und führte dafür sogar eine Unterschriftensammlung durch, für die mehr als 800 namhafte Persönlichkeiten ihre Unterschriften gaben. 1933 wurde er gezwungen, alle öffentlichen Ämter aufzugeben.
Kirstein wurde am 26. Juni 1922 von der Technischen Hochschule Aachen „in Anerkennung seiner Verdienste um die Verbreitung und Vertiefung kunstgeschichtlicher Forschung, die er als Verleger wie als Herausgeber und Leiter kunsthistorischer Zeitschriften, endlich als Verfasser von Schriften über Kunst sich erworben hat“, zum Ehrendoktor ernannt.

## Familie

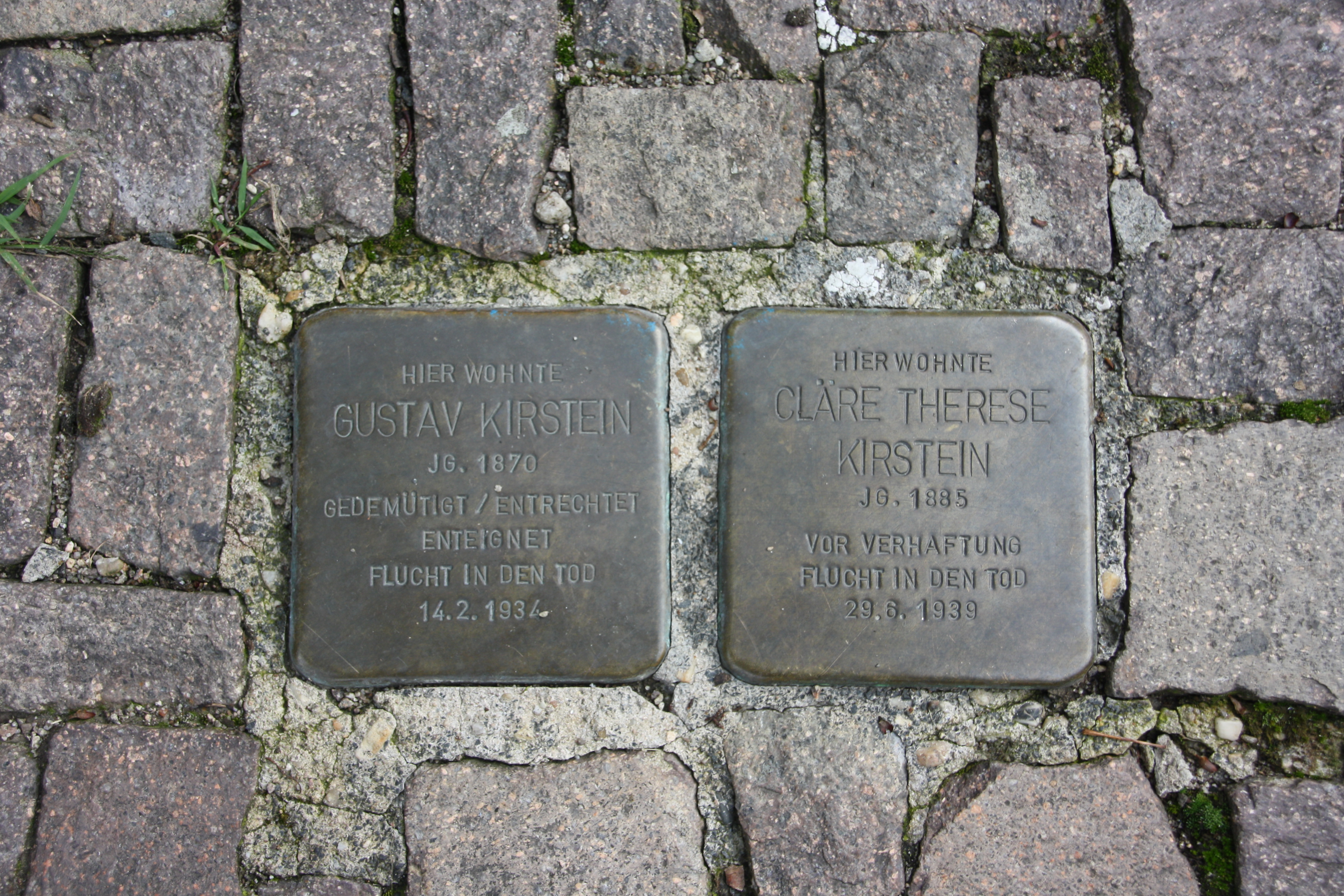
Stolpersteine in Leipzig

Aus der Ehe Kirstein gingen zwei Töchter hervor, die frühzeitig aus Deutschland auswanderten.
- Gabriele (* 1905)
- Marianne (* 1907)

An seine Nichte Thekla Kirstein wurden die zwei Bilder Die Lautenspielerin und Walchensee, Johannisnacht zurückgegeben.

## Schriften (Auswahl)
- Max Liebermann zum 60. Geburtstage. In: Zeitschrift für bildende Kunst. Neue Folge, 18. Jahrgang. E.A. Seemann, Leipzig 1907, S. 237 (Textarchiv – Internet Archive – Mit 15 Abbildungen).
- Neuere Arbeiten von Georg Kolbe. In: Zeitschrift für bildende Kunst. E. A. Seemann, Leipzig 1908, S. 199 (Textarchiv – Internet Archive).
- Das Leben Adolph Menzels. E. A. Seemann, Leipzig 1919 (archive.org).
- Zur Frage „30 oder 50 Jahre“ Aufruf für Beibehaltung der 30-jährigen Schutzfrist [Betreffend Schutzfrist für Werke der Literatur]. Leipzig 1930.
- Die Verhandlungen über den Urheberrechtsschutz zwischen Deutschland und der U.d.S.S.R. In: Börsenblatt für den Deutschen Buchhandel. 98. Jahrgang, Nr. 176. Leipzig 1. August 1931, S. 709–711 (boersenblatt-digital.de).

Als Herausgeber
- Hans Thoma. Zehn farbige Wiedergaben seiner Gemälde (= E. A. Seemanns Künstlermappen. Band 2). E. A. Seemann, Leipzig 1909.
- Die Welt Max Klingers. Mit Zustimmung Max Klingers herausgegeben und eingeleitet von Gustav Kirstein. Walter Tiemann zeichnete den Umschlag. Furche, Berlin 1917 (archive.org).
- Max Klinger. Sechs farbige Wiedergaben seiner Werke. Mit einer Einführung von Gustav Kirstein (= E. A. Seemanns Künstlermappen. Band 18). E. A. Seemann, Leipzig 1921 (archive.org).
- Richard Dehmel: Tagebuch 1893–1894. Hrsg.: mit Walter Tiemann, E. R. Weiss (= Drucke der Dehmel-Gesellschaft. Nr. 1). Staatliche Akademie für graphische Künste und Buchgewerbe, Leipzig 1921, OCLC 162756345 (sowohl als Handschrift als auch in der Schriftart: Walbaum-Antiqua).
- Richard Dehmel: Mein Leben. Hrsg.: mit Alfred Mombert, Robert Petsch (= Drucke der Dehmel-Gesellschaft. Nr. 2). Dehmel-Gesellschaft, Leipzig 1922, OCLC 654273607.